# Football aux Jeux des îles de l'océan Indien
Le football est une discipline aux Jeux des îles de l'océan Indien présente depuis les Jeux des îles de l'océan Indien 1979 à La Réunion. Un tournoi féminin a été organisé en 2015.

## Palmarès
Le tableau suivant retrace pour chaque édition de la compétition le palmarès du tournoi et la nation hôte.
| N° | Édition | Pays hôte  | Or         | Argent     | Bronze          |
| -- | ------- | ---------- | ---------- | ---------- | --------------- |
| 1  | 1979    | La Réunion | La Réunion | Seychelles | Comores Maurice |
| 2  | 1985    | Maurice    | Maurice    | La Réunion | Comores         |
| 3  | 1990    | Madagascar | Madagascar | Maurice    | Seychelles      |
| 4  | 1993    | Seychelles | Madagascar | La Réunion | Maurice         |
| 5  | 1998    | La Réunion | La Réunion | Madagascar | Seychelles      |
| 6  | 2003    | Maurice    | Maurice    | La Réunion | Seychelles      |
| 7  | 2007    | Madagascar | La Réunion | Madagascar | Mayotte         |
| 8  | 2011    | Seychelles | Seychelles | Maurice    | La Réunion      |
| 9  | 2015    | La Réunion | La Réunion | Mayotte    | Maurice         |
| 10 | 2019    | Maurice    | La Réunion | Maurice    | Seychelles      |
| 11 | 2023    | Madagascar | Madagascar | La Réunion | Maurice         |

| N° | Édition | Pays hôte  | Or         | Argent     | Bronze  |
| -- | ------- | ---------- | ---------- | ---------- | ------- |
| 1  | 2015    | La Réunion | La Réunion | Madagascar | Mayotte |

## Tableau des médailles
Hommes
| Rang | Nation     | Or | Argent | Bronze | Total |
| ---- | ---------- | -- | ------ | ------ | ----- |
| 1    | La Réunion | 5  | 4      | 1      | 10    |
| 2    | Maurice    | 2  | 3      | 4      | 9     |
| 3    | Madagascar | 3  | 2      | 0      | 5     |
| 4    | Seychelles | 1  | 1      | 4      | 6     |
| 5    | Comores    | 0  | 0      | 2      | 2     |
| 6    | Mayotte    | 0  | 1      | 1      | 2     |
| 7    | Maldives   | 0  | 0      | 0      | 0     |

Femmes
| Rang | Nation     | Or | Argent | Bronze | Total |
| ---- | ---------- | -- | ------ | ------ | ----- |
| 1    | La Réunion | 1  | 0      | 0      | 1     |
| 2    | Madagascar | 0  | 1      | 0      | 1     |
| 3    | Mayotte    | 0  | 0      | 1      | 1     |

## Pays participants
Les nations suivantes participent au tournoi masculin des Jeux des îles :
|            | 1979        | 1985 | 1990 | 1993 | 1998 | 2003 | 2007 | 2011 | 2015    | 2019 | Total |
| ---------- | ----------- | ---- | ---- | ---- | ---- | ---- | ---- | ---- | ------- | ---- | ----- |
| Comores    | 3e ex aequo | 3e   | 4e   | 5e   | 5e   | 4e   | 6e   | 5e   | Forfait | Gr.  | 9     |
| Madagascar | —           | 4e   | 1er  | 1er  | 2e   | 5e   | 2e   | 7e   | 4e      | Gr.  | 9     |
| Maldives   | 5e          | 5e   | —    | —    | —    | —    | —    | 6e   | Gr.     | Gr.  | 5     |
| Maurice    | 3e ex aequo | 1er  | 2e   | 3e   | 4e   | 1er  | 4e   | 2e   | 3e      | 2e   | 10    |
| Mayotte    | —           | —    | —    | —    | —    | —    | 3e   | 4e   | 2e      | 3e   | 4     |
| La Réunion | 1er         | 2e   | 5e   | 2e   | 1er  | 2e   | 1er  | 3e   | 1er     | 1er  | 10    |
| Seychelles | 2e          | 6e   | 3e   | 4e   | 3e   | 3e   | 5e   | 1er  | Gr.     | 4e   | 10    |
| Total      | 5           | 6    | 5    | 5    | 5    | 5    | 6    | 7    | 6       | 7    | -     |

Les nations suivantes participent au tournoi féminin des Jeux des îles :
|            | 2015    | Total |
| ---------- | ------- | ----- |
| Comores    | Forfait | 0     |
| Madagascar | 4e      | 1     |
| Maldives   | Gr.     | 1     |
| Maurice    | 3e      | 1     |
| Mayotte    | 2e      | 1     |
| La Réunion | 1re     | 1     |
| Seychelles | Gr.     | 1     |
| Total      | 6       | -     |